# Panulirus penicillatus
Panulirus penicillatus är en kräftdjursart som först beskrevs av Olivier 1791.  Panulirus penicillatus ingår i släktet Panulirus och familjen Palinuridae. IUCN kategoriserar arten globalt som livskraftig. Inga underarter finns listade i Catalogue of Life.

## Bildgalleri

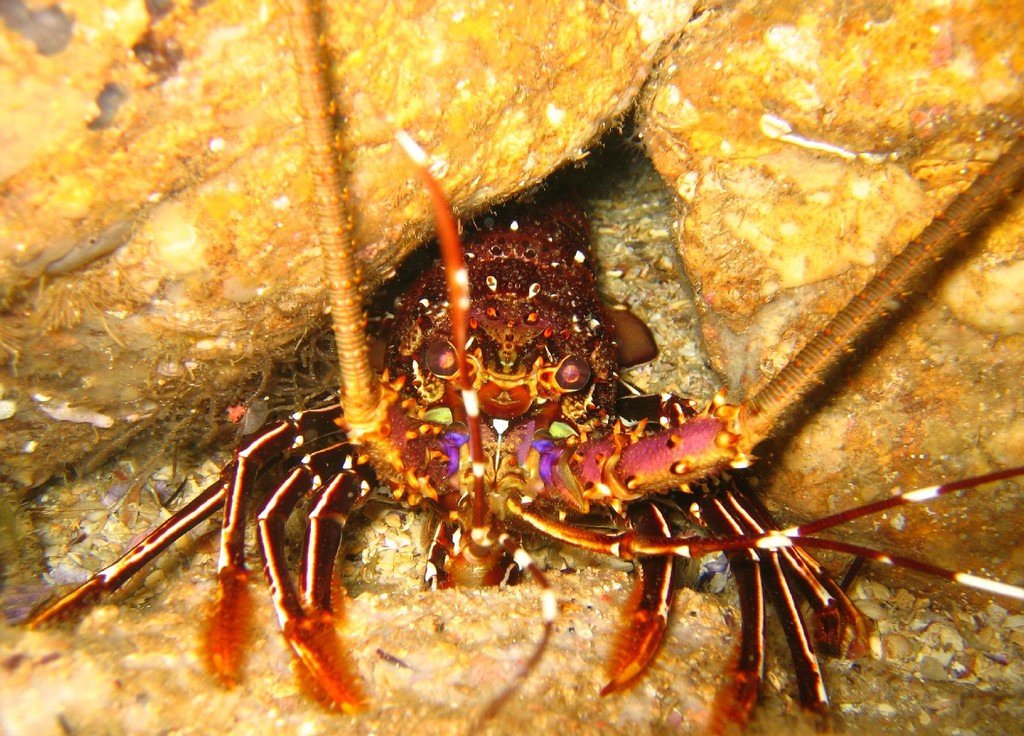
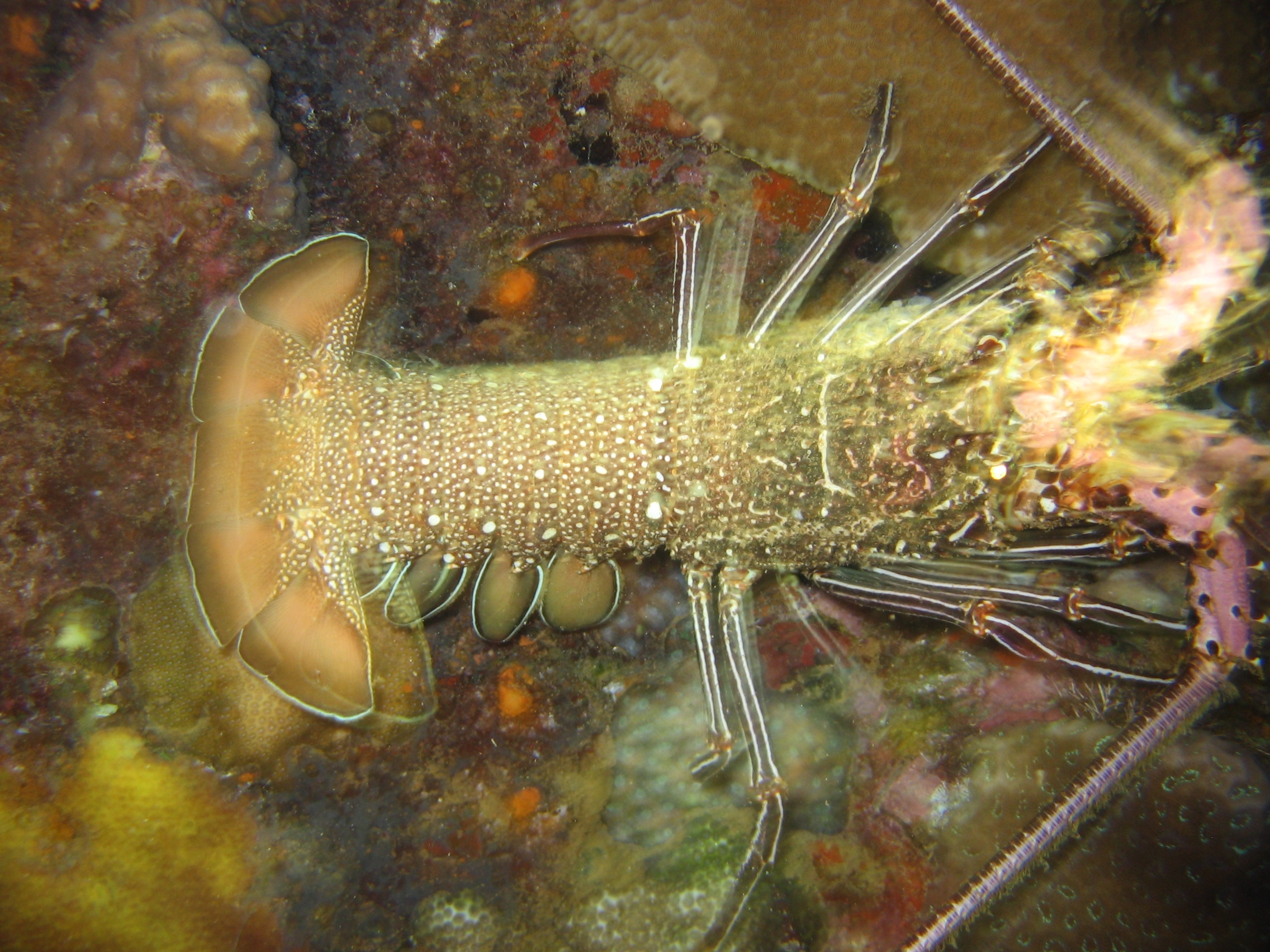